# آنجل هیو یینگ وونگ
آنجل هیو یینگ وونگ (به انگلیسی: Angel Hiu Ying Wong) ژیمناست زادهٔ ۱۱ مهٔ ۱۹۸۷ میلادی اهل کشور هنگ کنگ است.